# Rogelio Ortega
Rogelio Ortega (La Habana, Cuba, 28 de marzo de 1915 - 1980) fue un maestro nacional cubano de ajedrez.

## Palmarés y participaciones destacadas
Fue dos veces ganador del Campeonato de Cuba de ajedrez, en 1958 y 1966. En 1966 consiguió 21 puntos sobre 24 posibles, +18 -0 = 6, terminando invicto.
Participó representando a Cuba en cinco Olimpiadas de ajedrez en 1952 en Helsinki, 1962 en Varna (Bulgaria), 1964 en Tel Aviv, 1966 en La Habana y 1968 en Lugano.
En una exhibición de partidas simultáneas de ajedrez que Ortega ofreció a principios de 1960, uno de sus oponentes fue el líder revolucionario y ministro de Industria Ernesto Guevara, el Che obtuvo una rápida victoria en 22 movimientos.